# 蒙特瓦洛大學
蒙特瓦洛大學（University of Montevallo）是一所位于美国阿拉巴馬州蒙特瓦洛的公立大學。該大學創立於1896年，當時稱阿拉巴馬女子工業學校（Alabama Girls’ Industrial School），1923年開始頒發高等學位，1969年改現名。2015年《美國新聞與世界報道》將其列在“南部地區大學”中第37位。

## 外部連結
- University of Montevallo official website （页面存档备份，存于）
- University of Montevallo official athletics site （页面存档备份，存于）